# Forum du Moyen-Orient

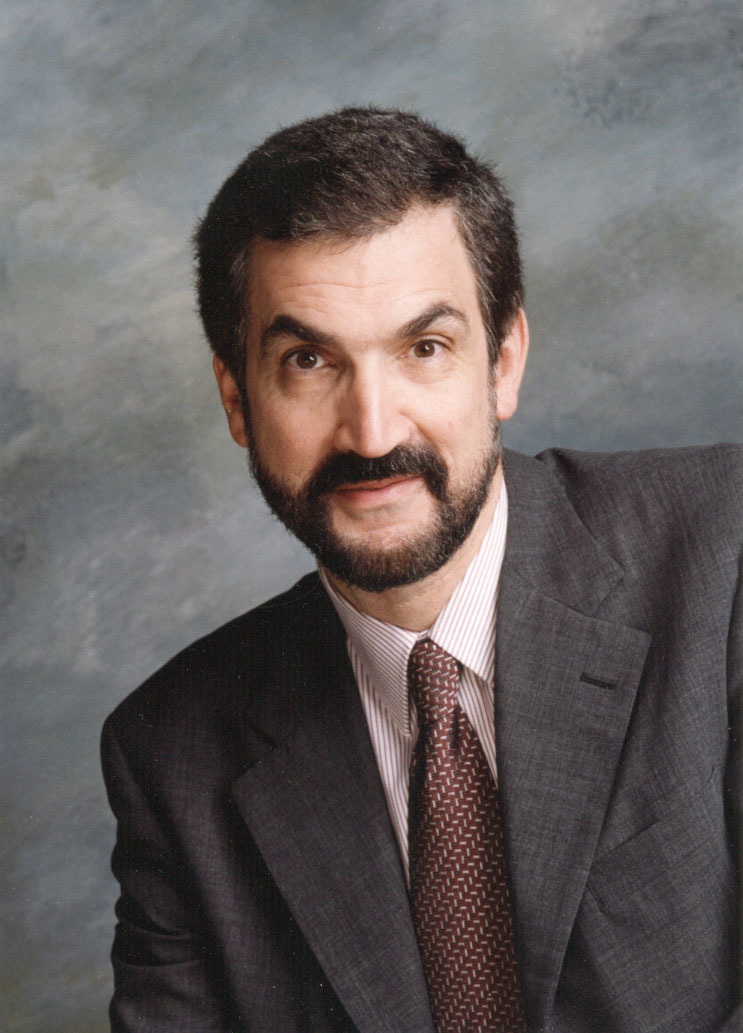
Photo de Daniel Pipes sur son site Web. Voir aussi cette photo

Le Forum du Moyen-Orient (anglais : Middle-East Forum), fondé en 1994 par Daniel Pipes, est un lobby pro-israélien basé à Philadelphie aux États-Unis. Il est considéré comme islamophobe.

## Histoire
Le Forum du Moyen-Orient est officiellement établi le 24 janvier 1994 à Philadelphie par Daniel Pipes. L'association démarre en publiant par email des notes d'information sur le Moyen-Orient et en se rapprochant de la presse.
En 2010 et 2011, le Forum du Moyen-Orient a financé la défense du député néerlandais Geert Wilders pour faire face à des plaintes d'incitation à la haine raciale déposée aux Pays-Bas.
En juillet 2017, le Forum du Moyen-Orient annonce la création d'un fonds d'un million de shekels pour assister Israël dans l'affirmation de sa victoire sur la Palestine.

## Activités
Au niveau juridique, le Forum du Moyen-Orient a le statut d'association à but non lucratif. Son slogan est « Faire la promotion des intérêts américains ».
Ses objectifs sont :
- Redéfinir la notion de « réfugié palestinien »[1]
- Combattre l'influence et l'« infiltration » de l'islam[1],[5],[6]
- Exposer les biais académiques concernant le Moyen-Orient[1]
- Contre-attaquer face aux boycotts visant Israël[1]

Le Forum du Moyen-Orient publie plusieurs sites d'informations pour diffuser ses idées : le Middle East Quarterly, le Campus Watch, le Legal Project et le Washington Project.

## Critiques
Le Forum et son directeur Daniel Pipes font partie, selon le Center for American Progress, d’un réseau d’« experts en désinformation » qui « colportent la haine et la peur des musulmans et de l’islam ». Il a écrit par exemple que « les sociétés d’Europe occidentale ne sont pas préparées à l’immigration massive de personnes à la peau brune cuisinant des aliments étranges et appliquant des normes d’hygiène différentes… Tous les immigrants apportent des coutumes et des attitudes exotiques, mais les coutumes musulmanes sont plus gênantes » que la plupart ».
EN 2013, le Council on American-Islamic Relations (CAIR), publie une enquête intitulée "Legislating Fear: Islamophobie and its Impact in the United States 2011-2012", sur l'islamophobie aux Etats-Unis. Le Forum du Moyen-Orient y figure comme une des organisations d'un milieu ou réseau islamophobe américain, et lié à Steve Emerson (en) le directeur du Center for Security Policy,  et administrateur de MEMRI, organismes également islamophobes.
Selon le chercheur Asina Karipek, le Forum du Moyen-Orient de Daniel Pipes est«  un groupe haineux anti-musulman qui présente l'Islam comme une idéologie intrinsèquement violente ».